# شورای اول واتیکان
اولین شورای جهانی واتیکان، که معمولاً به عنوان شورای اول واتیکان یا واتیکان اول شناخته می‌شود، توسط پاپ پیوس نهم در ۲۹ ژوئن ۱۸۶۸، پس از یک دوره برنامه‌ریزی و آماده‌سازی که از ۶ دسامبر ۱۸۶۴ آغاز شد، تشکیل شد.  این بیستمین دوره شورای کلیسای کاتولیک بود که سه قرن پس از شورای ترنت برگزار شد، در ۸ دسامبر ۱۸۶۹ آغاز شد و تا ۲۰ اکتبر ۱۸۷۰ پس از تسخیر انقلابی رم به تعویق افتاد. بر خلاف پنج شورای عمومی قبلی که که در کلیسای لاتران در رم تشکیل شد و به عنوان شوراهای لاتران شناخته می‌شوند، این شورا در کلیسای سنت پیترو در واتیکان تشکیل شد و از این رو نام آن را بر گرفته‌است. شناخته‌شده‌ترین تصمیم این شورا، تعریف عصمت پاپی است. 
این شورا برای پاسخ به نفوذ فزاینده خردگرایی، آنارشیسم، کمونیسم، سوسیالیسم، لیبرالیسم، ماده‌باوری، و همه‌خدایی تشکیل شد.  هدف آن، علاوه بر این، تعریف دکترین کاتولیک در مورد کلیسای مسیح بود.  تنها دو قانون اساسی مورد بحث و تصویب قرار گرفت: قانون اساسی جزمی در مورد ایمان کاتولیک و اولین قانون اساسی جزمی کلیسای مسیح که به تقدم و عصمت اسقف روم می‌پردازد.  اولین موضوعی که برای بحث مطرح شد، پیش‌نویس جزمی دکترین کاتولیک در برابر اشتباهات متعدد ناشی از خردگرایی بود. این شورا عقل‌گرایی، سکولاریسم، لیبرالیسم، طبیعت‌گرایی، مدرنیسم، ماده‌باوری و همه‌خدایی را محکوم کرد. کلیسای کاتولیک در مقابل ایدئولوژی اصلی قرن نوزدهم در حالت تدافعی قرار داشت.  یکی دیگر از اهداف اصلی شورا، تعریف قطعی اختیارات و نقش پاپ بود.